# Torrington (Connecticut)
Torrington ist eine Stadt (City) im Litchfield County im Nordwesten des US-amerikanischen Bundesstaates Connecticut mit 36.383 Einwohnern (Stand: 2010). 

## Geschichte
Torrington wurde 1735 by Ebenezer Lyman Jr. gegründet und erhielt Stadtrechte (als incorporated town) im Jahr 1740. Israel Coe und Erastus Hodges begannen 1834 mit dem Bau von zwei Messinghütten am Naugatuck River, was die Messingindustrie in Torrington begründete. 1923 erhielt Torrington den Status als City. Im Jahr 1955 zerstörte eine gewaltige Überschwemmung einen Großteil des Stadtzentrums und  der Region, als die Hurrikane Connie und Diane die örtlichen Flüsse zum Überlaufen brachten.  

## Persönlichkeiten
- Stanley Griswold (1763–1815), US-Senator
- Theodore Burr (1771–1822), Erfinder und Bauingenieur
- John Brown (1800–1859), früher Gegner der Sklaverei
- William T. Carroll (1902–1992), Politiker
- Joan Rosazza (* 1937), Schwimmerin
- Neil Jenney (* 1945), Maler
- Dick Ebersol (* 1947), Fernseh- und Hörfunkmoderator
- Harry Vogt (* 1956), deutscher Musikredakteur
- Steven Strogatz (* 1959), Mechanikprofessor